# عباس أباد (ديناران)
عباس أباد (بالفارسية: عباس‌آباد) هي قرية تقع في إيران في قسم دیناران الريفي. يقدر عدد سكانها بـ 164 نسمة .